# Галя і Леся
«Галя і Леся» — другий студійний альбом українського вокального дуету «ТЕЛЬНЮК: Сестри», який було презентовано 1994 року. 

## Композиції
1. На човні нас було...
2. Літо краснеє минуло
3. Дорошенко
4. Гроза
5. Арфами, арфами
6. Я стою на кручі
7. Досадонька
8. Не дивися так привітно (Яблуневоцвітно)
9. Сокіл
10. Плине білий човен...
11. Ісус Христос
12. Скрипка